# Severino Rosso
Severino Rosso (13. prosinec 1898, Vercelli Italské království – 1976) byl italský fotbalový záložník i trenér.
Fotbalovou kariéru začal v Legnanu, kde hrál čtyři roky. Pak odešel do Pro Vercelli. Tady zůstal do roku 1926. Poté odešel do Foggie. Zde zastával funkci trenér - hráč. Klub vedl dva roky. Kariéru ukončil v provinčním klubu Saronno v roce 1933.
Jediné utkání za reprezentaci odehrál 6. dubna 1924 proti Maďarsku (1:7). Byl v nominaci na OH 1924.

## Hráčské úspěchy

### Reprezentační
- 1x na OH (1924)